# Ijo
Ijo (finska: Ii) är en kommun vid Bottenvikens kust i landskapet Norra Österbotten i Finland. Genom Ijo strömmar Ijo älv, en av Finlands längsta älvar. Ijo har 9 912 invånare (2021), på en yta av 2 809,31 km². Grannkommuner är Uleåborg, Pudasjärvi, Ranua och Simo.
Ijo är enspråkigt finskt.

## Historia
Ijo var på 1300-talet ett kapell under Pedersöre men blev ett kapell under Kemi omkring 1400. En självständig kyrksocken blev Ijo några år före år 1477. År 1488 nämns Simo och Kello som annex till Ijo men vid ingången till nya tiden hade de förlorat sin ställning. För Simos del skedde det i början av 1500-talet då kapellet anslöts till Kemi kyrksocken.
I kommunen fanns ett stort glasbruk 1783–1885 i byn Nyby.

### Kommunsammanslagning
Kommunerna Ijo och Kuivaniemi sammanslogs den 1 januari 2007 till den nya kommunen Ijo. Ijo hade 6 971 invånare (per 30.11.2006) och hade en yta på 635,24 km², varav 623,00 km² var landområden.

## Tätorter
Vid Statistikcentralens tätortsavgränsning den 31 december 2021 fanns tre tätorter inom Ijo kommuns område:
| Nr | Tätort         | Folkmängd |
| -- | -------------- | --------- |
| 1  | Ijo hamn       | 6 679     |
| 1  | Asemakylä (Ii) | 775       |
| 1  | Ojakylä        | 316       |

### Byar
- Alaranta
- Halttula
- Illinsaari
- Jokikylä
- Koni
- Kuivaniemi
- Laitakari
- Luola-aava
- Meriläisenperä
- Myllykangas
- Nyby
- Oijärvi
- Olhava
- Paasonperä
- Pohjois-Ii
- Sorosenperä
- Vatunki
- Vuornos
- Väli-Olhava
- Yli-Olhava
- Yliranta
- Pahkakoski (exklav)

## Styre och politik

### Mandatfördelning i Ijo kommun, valen 1976–2021
| 12 | 4 | 10 |  |

| 11 | 4 | 11 |  |

| 9 | 5 | 11 | 2 |

| 3 | 4 | 6 | 12 | 2 |

| 20 | 7 |

| 9 | 5 | 12 |  |

| 8 | 4 |  | 12 | 2 |

| 7 | 4 | 13 | 3 |

| 9 | 3 | 13 | 2 |

| 17 | 10 |

| 10 | 5 | 17 | 3 |

| 24 | 11 |

| 7 | 3 | 2 | 3 | 17 | 3 |

| 23 | 12 |

| 9 | 2 | 2 |  | 17 | 4 |

| 24 | 11 |

| 6 | 2 | 2 | 3 | 14 | 4 |

| 17 | 14 |

### Vänorter
Ijo har inga vänorter.

## Befolkning

### Befolkningsutveckling
| Befolkningsutvecklingen i Ijo kommun 1975–2020                                                               | Befolkningsutvecklingen i Ijo kommun 1975–2020 | Befolkningsutvecklingen i Ijo kommun 1975–2020 | Befolkningsutvecklingen i Ijo kommun 1975–2020 | Befolkningsutvecklingen i Ijo kommun 1975–2020 |
| --- | ---------------------------------------------- | ---------------------------------------------- | ---------------------------------------------- | ---------------------------------------------- |
| |                                                |                                                |                                                |                                                |
| År |                                                |                                                | Folkmängd                                      |                                                |
| 1975 | 1975                                           |                                                | 7 950                                          |                                                |
| 1980 | 1980                                           |                                                | 7 651                                          |                                                |
| 1985 | 1985                                           |                                                | 7 925                                          |                                                |
| 1990 | 1990                                           |                                                | 8 246                                          |                                                |
| 1995 | 1995                                           |                                                | 8 540                                          |                                                |
| 2000 | 2000                                           |                                                | 8 439                                          |                                                |
| 2005 | 2005                                           |                                                | 8 868                                          |                                                |
| 2010 | 2010                                           |                                                | 9 382                                          |                                                |
| 2015 | 2015                                           |                                                | 9 663                                          |                                                |
| 2020 | 2020                                           |                                                | 9 848                                          |                                                |
| Anm: Uppgifterna avser förhållandena den 31 december nämnda år enligt områdesindelningen den 1 januari 2022. |                                                |                                                |                                                |                                                |

### Språk
Befolkningen efter språk (modersmål) den 31 december 2022. Finska, svenska och samiska räknas som inhemska språk då de har officiell status i landet. Resten av språken räknas som främmande. För språk med färre än 10 talare är siffran dold av Statistikcentralen på grund av sekretesskäl.
| Språk                        | Talare 2022-12-31 | Talare 2022-12-31 |
| Språk                        | Antal             | Andel (%)         |
| ---------------------------- | ----------------- | ----------------- |
| Hela befolkningen            | 9 853             | 100,0             |
| Inhemska språk totalt        | 9 774             | 99,2              |
| Finska                       | 9 757             | 99,0              |
| Svenska                      | 16                | 0,2               |
| Samiska                      | 1                 | 0,0               |
| Främmande språk totalt       | 79                | 0,8               |
| Ryska                        | 27                | 0,3               |
| Språk med färre än 10 talare | 52                | 0,5               |

|  | Finska (99,0 %) |

|  | Svenska (0,2 %) |

|  | Samiska (0,0 %) |

|  | Främmande språk (0,8 %) |

|  | Finska (99,0 %) |

|  | Svenska (0,2 %) |

|  | Samiska (0,0 %) |

|  | Främmande språk (0,8 %) |

## Bilder

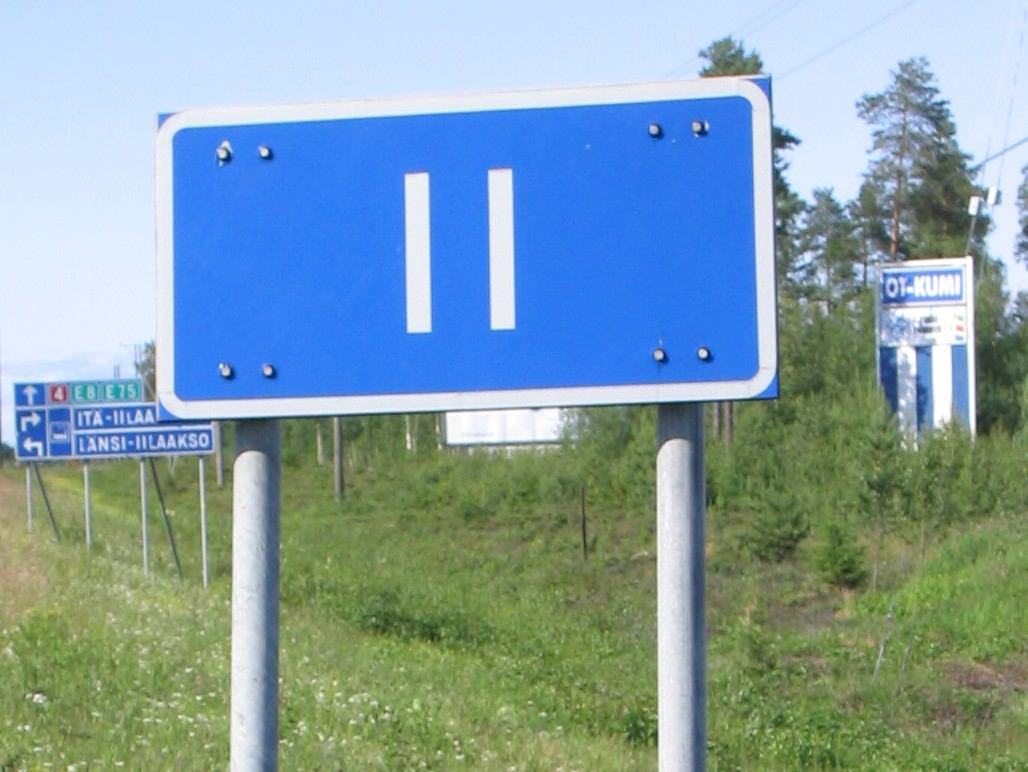
Ortsskylt.
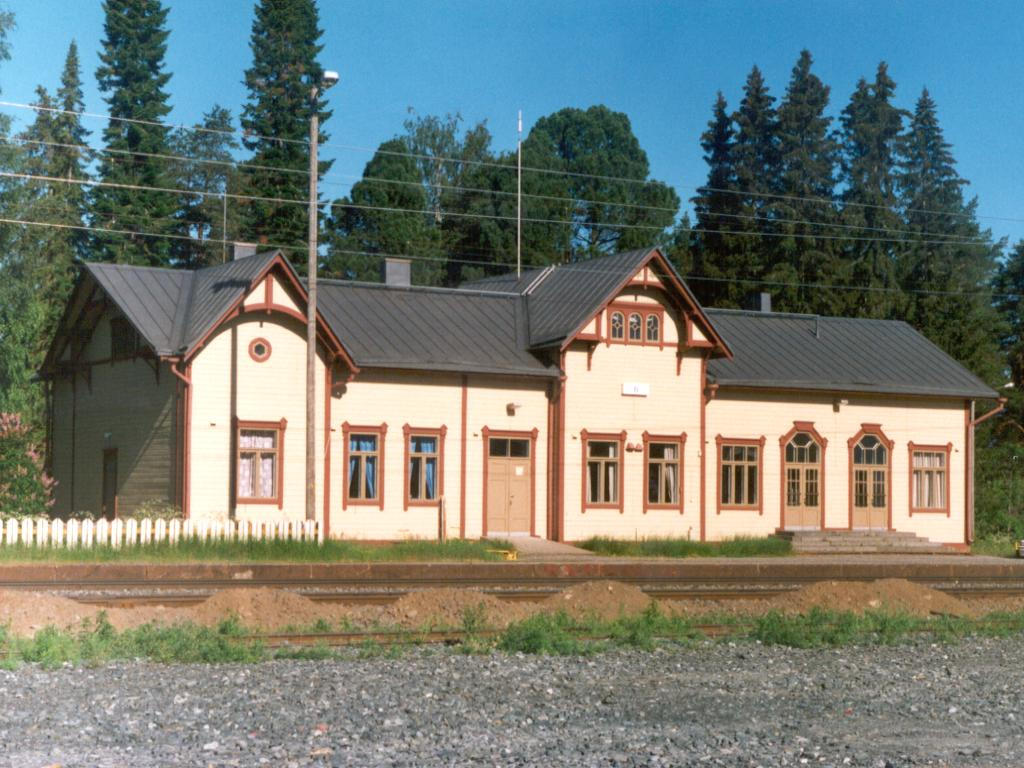
Ijo järnvägsstation, 1903, ritad av Bruno Granholm.
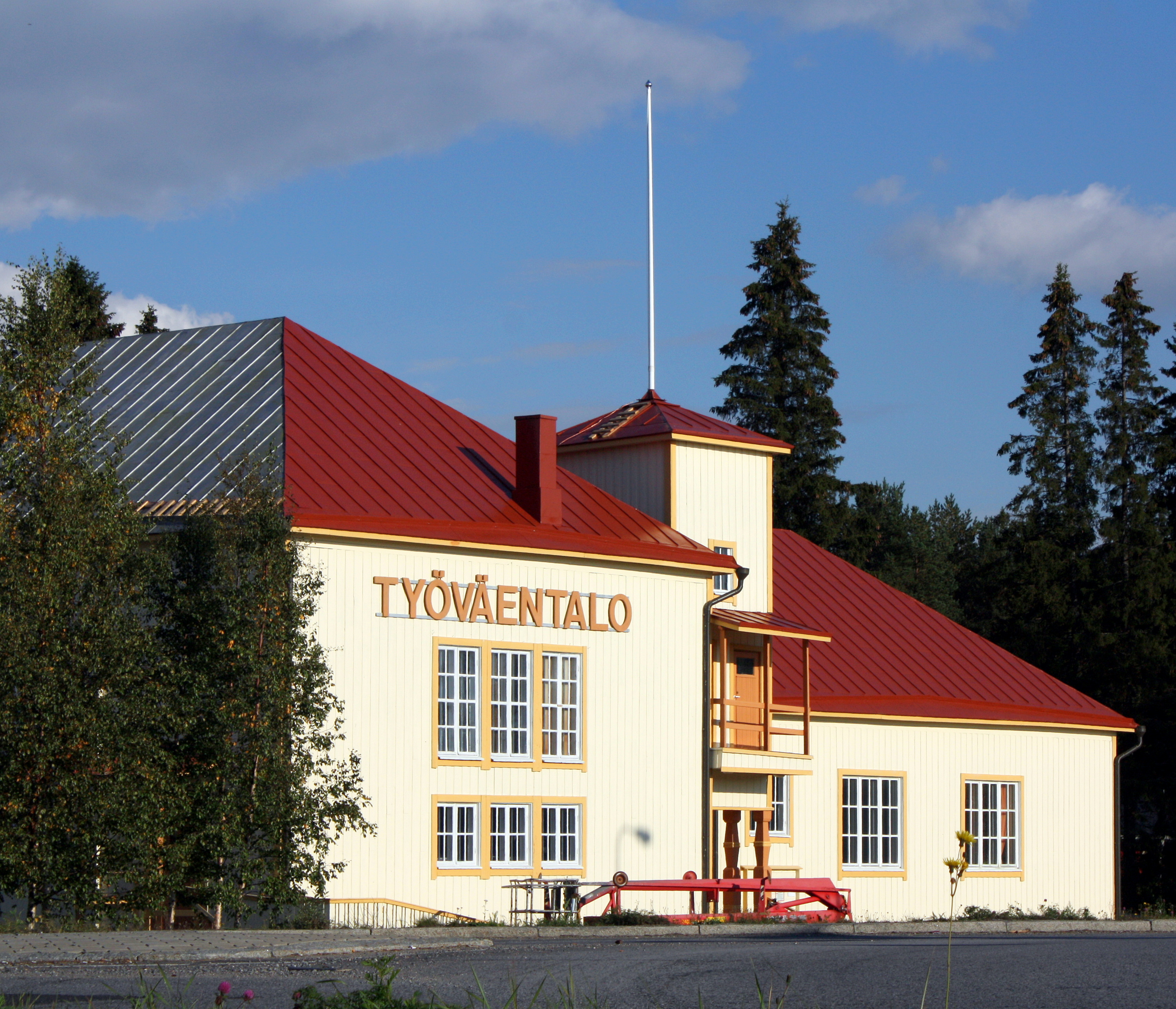
Folkets hus i Ijo, 1915, ritat av Harald Andersin.
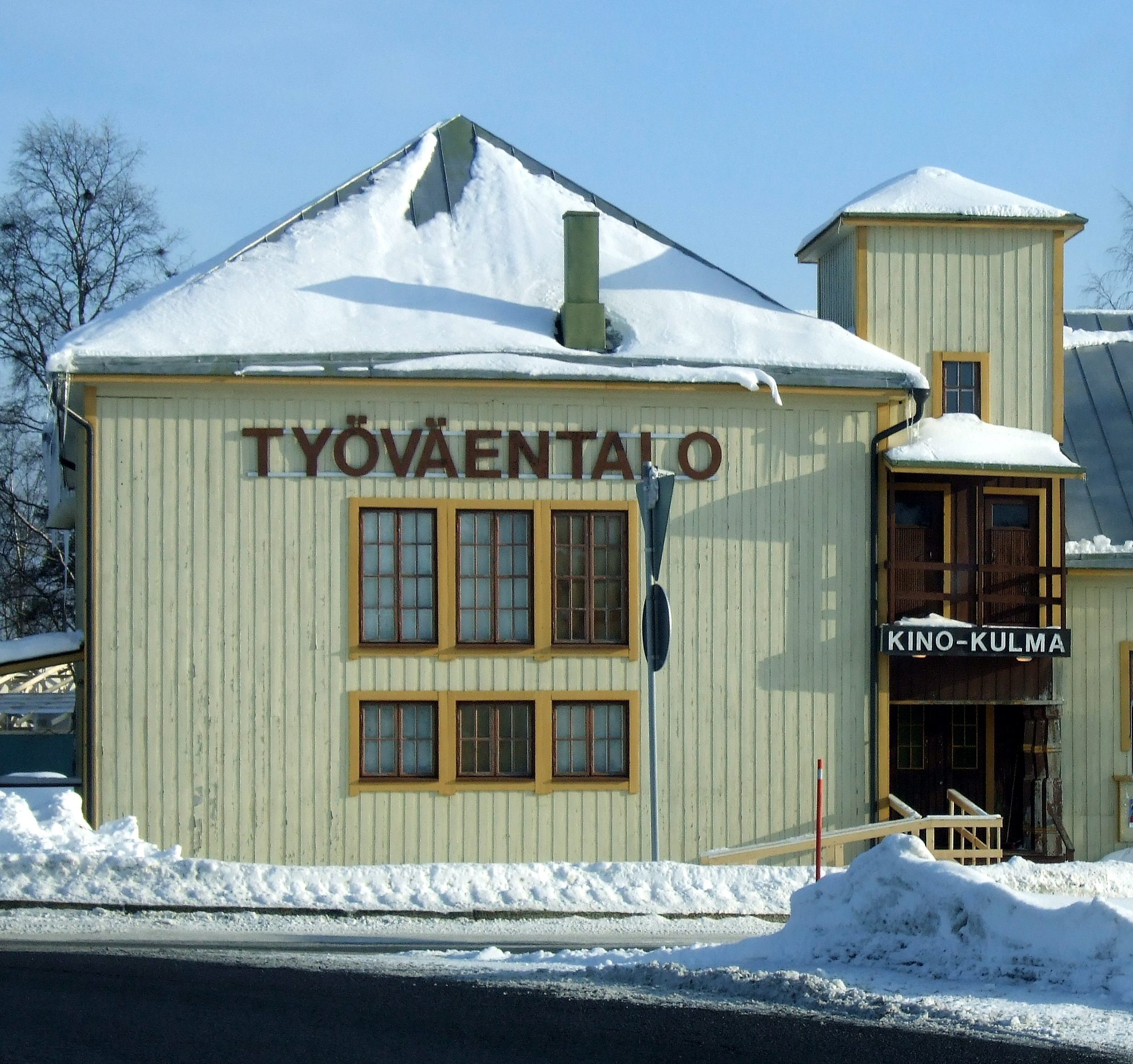
Folkets hus i Ijo.